# Sandra Romain
Sandra Romain, född Marioara Cornelia Popescu, är en rumänsk porrskådespelerska. Romain föddes i staden Timișoara i Rumänien 1978. Hon påbörjade sin karriär i porrbranschen 2001 och arbetade fram till 2005 främst i Europeiska produktioner. 2005 flyttade Romain till Los Angeles i USA där hon snabbt blev en stjärna i branschen. 2006 och 2007 blev hon nominerad till flera AVN awards för filmer som Manhunters och Fuck Slaves. 2008 flyttade Romain tillbaka till Rumänien för att gifta sig och skaffa familj. 2011 återkom hon dock och spelade in nya porrfilmer.